# Kristel
Pour les articles homonymes, voir Kristel (homonymie).
Pour l’article ayant un titre homophone, voir Christelle.
Kristel est un village portuaire, situé sur la côte Méditerranéenne à 26 km d'Oran en Algérie. Sa population est de 3 072 habitants en 2008.

## Toponymie
Le nom du village provient de la tribu des Krichtels, une communauté berbère zénète appartenant à la branche des Maghraouas, qui s'est établie dans la région dès le XIVe siècle. Cette tribu tient son nom de son ancêtre, Krichtel ben Mohammed ben Rached ben Mohammed ben Tabet ben Mendil ben Abderrahmane el Maghraoui ,.

## Géographie

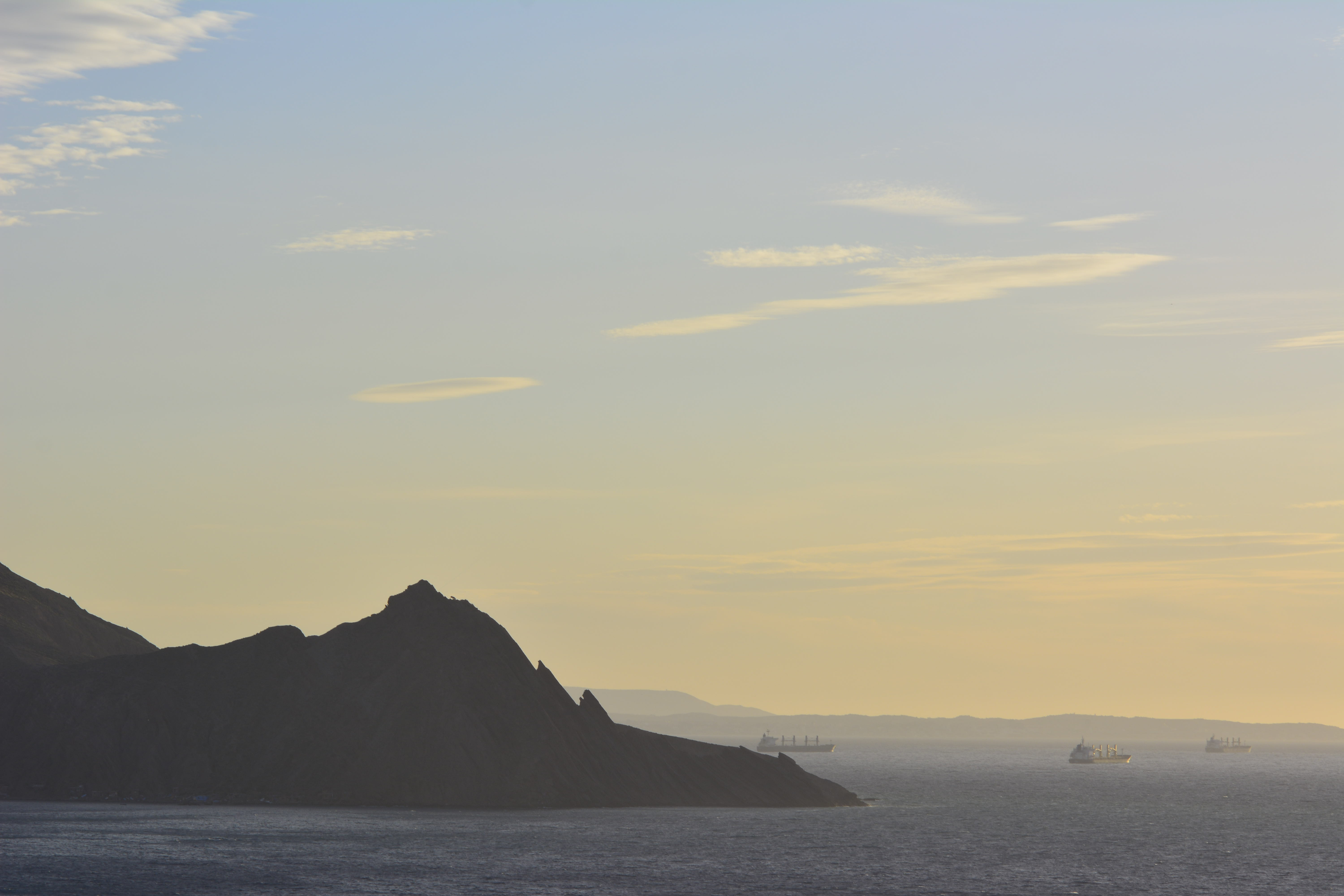
Le Cap Rousseau.

Kristel est un village enclavé, situé dans une criquedu golfe d'Oran, en bordure des villes d'Oran et d'Arzew, à 26 km à l'est d'Oran dans une région couverte par des maquis denses, mais également très peu peuplée. Il relève administrativement de la commune de Gdyel (wilaya d'Oran).
La côte du village est rocheuse et le relief de son territoire est accidenté, le Djebel Kristel atteint 490 m d’altitude, le Djebel Bou Aïchem  630 m et le Djebel Orous 630 m.

## Histoire

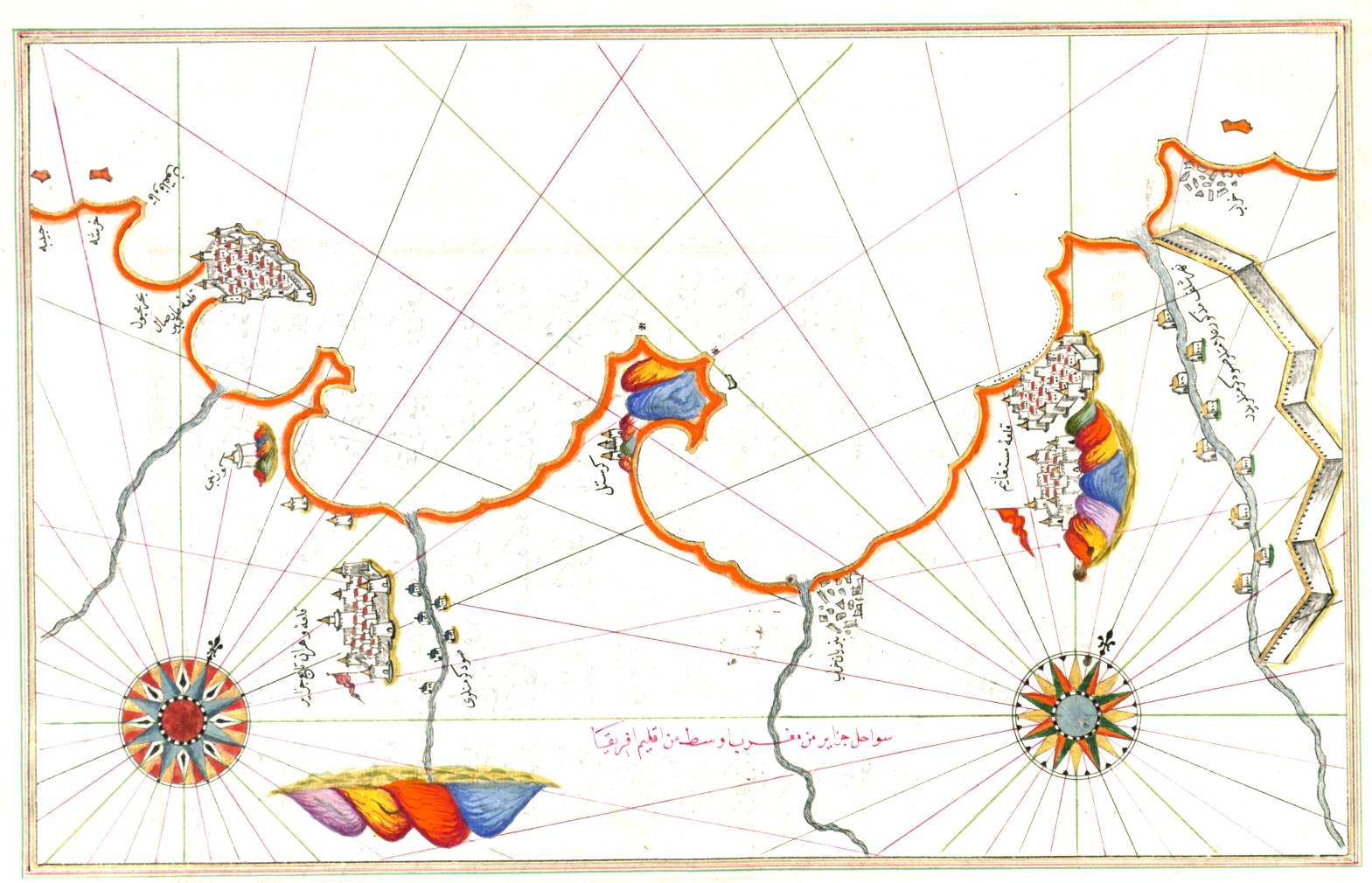
Carte ottomane du XVIII illustrant la côté algérienne des régions de Mostaganem et d'Oran et montrant le village au centre.

A proximité de Kristel, se situe un site préhistorique dénommé « foyers épipaléolithiques de Bou Aïchem » qui renferme un horizon culturel paléolithique attribué à l'Atérien.

### Moyen âge
Le village de Kristel est associé à la tribu des Krichtel, une ancienne tribu berbère zénète. Descendants de Mendin ibn Abderrahmane prince des Maghraouas, les Krichtel, bien que peu nombreux, ont toujours été connus pour leur force ainsi que pour leurs activités agricoles et commerciales.
Ils vivaient initialement près de l’embouchure du Chélif avant de se déplacer à plusieurs reprises. Après un passage à Tamzaghran et à Foum-el-Bahar, dans la région de Sirat, ils s’établirent enfin au XIVe siècle sur la côte oranaise, dans une région montagneuse, après avoir chasser les Beni Rian, une tribu berbère senhadja affaiblie, et fondèrent un village fortifié. Protégé par les montagnes et accessible par un seul chemin escarpé, le village bénéficiait de sources d’eau de qualité, comme l'Ain Tamda et l'Ain Tazdout, facilitant ainsi l’installation durable de ses habitants ,,
Kristel était un Souk au XVIIIe siècle pour les habitants de la région et particulièrement ceux de la côte. Les officiers espagnols d'Oran venaient approvisionner leurs troupes et leurs garnisons ainsi que les Beys de l'Ouest.

### Occupation française
Le village est annexé à la commune de Saint Cloud (actuellement Gdyel), par un décret en 1856, érigeant le centre de Saint-Cloud en commune de plein exercice. Le village devient un lieu estival pour les colons qui exploitent également ses carrières.

## Économie

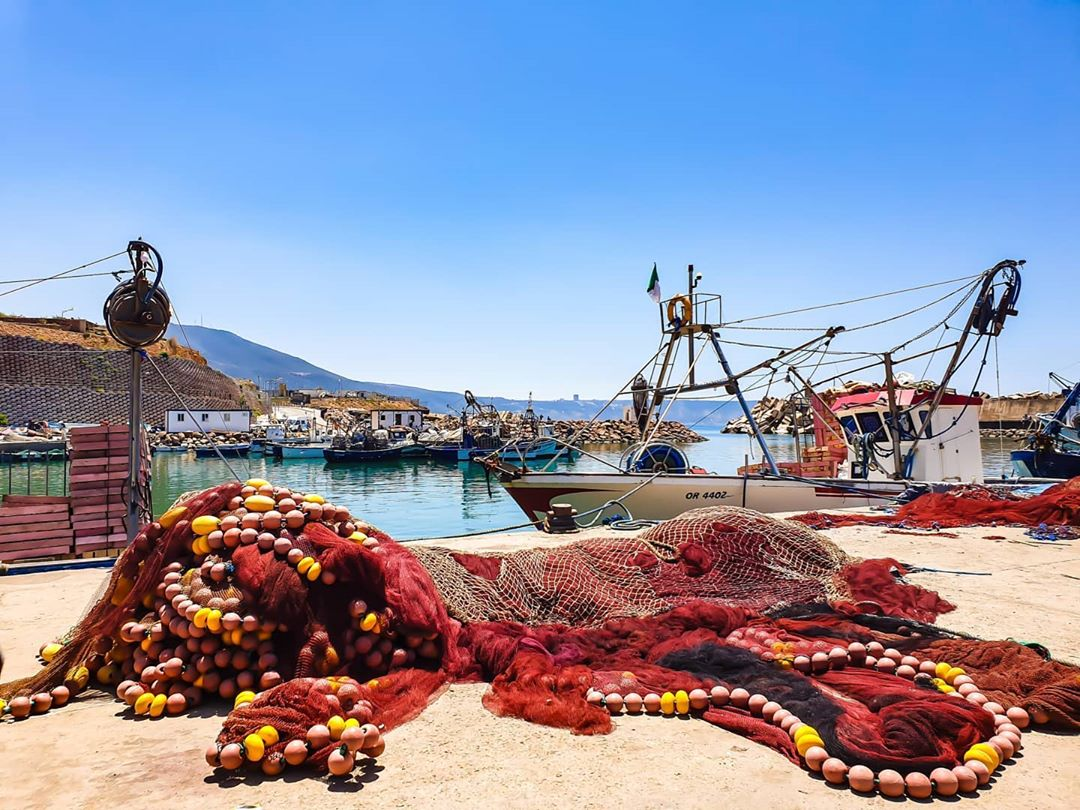
Le port " Tamda "

Les habitants travaillent principalement dans la pêche et l’agriculture, le chômage touche la majorité des jeunes, le tourisme souffre de l'inexistence de structures d'accueil comme les hôtels. À cause de la rareté de l’eau, les habitants ont développé un réseau d'irrigation spécial similaire aux foggaras qui permet aux propriétaires terriens de partager cette ressource.

## Tourisme
La bande côtière de Kristel abrite de nombreuses plages dont Aïn Franine et Aïn Defla, et des sources thermales. Les plages ont bénéficié de travaux d'aménagement en 2010, ainsi que le chemin de wilaya, CW75 reliant l'agglomération de Belgaïd, située à l'extrême-est d'Oran, à Kristel.